# Сассин, Уильям
Уильям Сассин (фр. William Sassine; 1944, Канкан — 9 февраля 1997, Конакри) — гвинейский прозаик, публицист, редактор. Писал на французском языке.

## Биография
Его отец был ливанским христианином, а мать — гвинейкой мусульманского происхождения.
Учился в средней школе в Конакри. Участвовал в забастовке учеников в Конакри 1961 года, которая была жестоко подавлена. В 1962 отправился в Париж, чтобы изучать математику. Получил степень по математике и в области тропической экологии. Жил во Франции, Конго, Габоне, Нигере, Мавритании и др. В 1984 вернулся на родину, выступал как публицист. Испытал сильное влияние Ф. М. Достоевского и Э. Сезера.
Будучи редактором сатирической газеты «Le Lynx», остро критиковал президента Ахмеда Секу Туре.
Творчество У. Сассина, пронизанное просветительским, гуманистическим и антиколониальным пафосом, посвящено анализу социальных и экономических проблем Африки.
Автор остросюжетных романов «Святой господин Бали» («Saint Monsieur Baly», 1973), «Вирьяму» («Wirriyamu», 1976, рус. пер. 1982), «Молодой человек из песка» («Le jeune homme de sable», 1979, рус. пер. 1982. считается одним из лучших африканских романов XX-го века), «Алфавит» («L’alphabête», 1982), «Частицы Африки» («L’Afrique en morceaux», 1994), «Память кожи» («Mémoire d’une peau», изд. в 1998, посм.) и др. Писал о маргинальных персонажах, но стал более оптимистичным после смерти президента Ахмеда Секу Туре.